# Заитово (Аургазинский район)
Заи́тово (баш. Зәйет) — деревня в Аургазинском районе Республики Башкортостан. Относится к Тряпинскому сельсовету.

## География
Расположена в центре республики на левом берегу реки Кузелга напротив села Тряпино (центр сельсовета). Расстояние до:
- районного центра (Толбазы): 23 км,
- ближайшей железнодорожной станции (Белое Озеро): 16 км.

## История
В «Списке населенных мест по сведениям 1870 года», изданном в 1877 году, населённый пункт упомянут как деревня Заитова (Усь-илга) 1-го стана Стерлитамакского уезда Уфимской губернии. Располагалась при речке Кусь-илге, по правую сторону Оренбургского почтового тракта из Стерлитамака в Уфу, в 60 верстах от уездного города Стерлитамака и в 18 верстах от становой квартиры в деревне Толбазы (Адиль-Муратова). В деревне, в 41 дворе жили 231 человек (114 мужчин и 117 женщин, башкиры, тептяри), были мечеть, водяная мельница. Жители занимались земледелием, скотоводством, пчеловодством, лесным промыслом.

## Население
| 2002 | 2009 | 2010 |
| ---- | ---- | ---- |
| 200  | ↘172 | ↗178 |

Национальный состав
Согласно переписи 2002 года, преобладающая национальность — татары (42 %).